# Jerzy Strzałka
Jerzy Józef Strzałka (Motycz, 28 de marzo de 1933-Varsovia, 13 de octubre de 1976) fue un deportista polaco que compitió en esgrima, especialista en la modalidad de espada. Ganó una medalla de oro en el Campeonato Mundial de Esgrima de 1963, en la prueba por equipos.

## Palmarés internacional
| Campeonato Mundial | Campeonato Mundial | Campeonato Mundial | Campeonato Mundial |
| Año                | Lugar              | Medalla            | Prueba             |
| ------------------ | ------------------ | ------------------ | ------------------ |
| 1963               | Danzig (Polonia)   | Medalla de oro     | Espada por equipos |